# Nachwuchsforscher
Nachwuchsforscher oder Nachwuchswissenschaftler (auch Jungforscher, Jungwissenschaftler, engl. Early Stage Researcher) gelten im internationalen Kontext Forscher, die an ihrer Promotion arbeiten oder diese vor kurzem abgeschlossen haben. In der Charta für Forscher der Europäischen Kommission sind Nachwuchsforscher als „Wissenschaftler in den ersten vier Jahren (Vollzeitäquivalent) ihrer Forschungstätigkeit einschließlich der Forschungsausbildungszeit“ definiert.
In Deutschland, Österreich und der Schweiz ist der Begriff, nicht zuletzt aufgrund von Besonderheiten der universitären Laufbahn in diesen Ländern, deutlich weiter gefasst: Der deutsche Bundesbericht Wissenschaftlicher Nachwuchs (BuWiN) versteht unter Nachwuchswissenschaftlern alle Forscher bis zum Alter von 45 Jahren, die keine unbefristete Anstellung an einer Hochschule oder Forschungseinrichtung haben. Die Deutsche Forschungsgemeinschaft definiert den wissenschaftlichen Nachwuchs seit der Einführung des Allgemeinen Gleichbehandlungsgesetzes (AGG) aus dem Jahr 2006 unabhängig vom Lebensalter anhand fachspezifischer Kriterien in Bezug auf die bisherige wissenschaftliche Vita. Je nach Förderinstrument gelten dabei bestimmte Kriterien, so soll z. B. bei der Bewerbung als Nachwuchsgruppenleiter im Rahmen des Emmy-Noether-Programms die Promotion nicht mehr als 2–4 Jahre zurückliegen. Bei der Beantragung von Einzelförderung durch Wissenschaftler an außeruniversitären Einrichtungen genügt ein befristetes Beschäftigungsverhältnis als Kriterium für die Zugehörigkeit zum wissenschaftlichen Nachwuchs.
Nachwuchsforscher erhalten oft ein Stipendium, sind als Mitarbeiter in einem Forschungsprojekt angestellt oder finanzieren sich durch Nebenjobs. Im Unterschied zu regulären Anstellungen ist bei Stipendien eine soziale Absicherung wie etwa gesetzliche Rentenversicherung oder Mutterschutz meist nicht gegeben. Unterstützung erhalten sie unter anderem durch KISSWIN, eine zentrale Kommunikations- und Informationsplattform für Nachwuchswissenschaftler des Bundesministeriums für Bildung und Forschung im Internet. Die Charta für Forscher behandelt unter anderem auch die Rechte und Pflichten von Nachwuchsforschern.

## Kontroverse um den Begriff
Der Begriff „Nachwuchsforscher“ oder „Nachwuchswissenschaftler“ wird manchmal als infantilisierend betrachtet, da er den Eindruck erwecken kann, dass junge Wissenschaftler „klein gehalten“ werden sollen. Die brandenburgische Forschungsministerin Manja Schüle kritisierte den Begriff „wissenschaftlicher Nachwuchs“, da er suggeriere, dass die Wissenschaftler „noch nicht fertig“ seien, obwohl sie systemrelevante Aufgaben innerhalb des Wissenschaftsbetriebs übernähmen. Sie bemängelte insbesondere die Bezeichnung von Personen mit zahlreichen Publikationen und Juniorprofessoren als „Nachwuchs“ und äußerte den Wunsch, im nächsten Bericht eine andere Bezeichnung zu verwenden. Als Alternativen könnten Begriffe wie „Junge Forscher“ oder „Junge Akademiker“ in Betracht gezogen werden, um die Professionalität und den Beitrag dieser Gruppe zur Wissenschaft besser zu reflektieren.